# Progebiophilus bakeri
Progebiophilus bakeri is een pissebed uit de familie Bopyridae. De wetenschappelijke naam van de soort is voor het eerst geldig gepubliceerd in 1929 door Mason Ellsworth Hale.